# Абраменко Федір Харитонович
Федір Харитонович Абраменко (21 лютого 1871, Чернігівщина — 28 грудня 1954) — викладач-методист, бібліограф.

## Праці
Федір Абраменко автор підручників граматики й правопису російської мови, вніс вклад у реформу російського правопису.
Основні праці:
- Практический синтаксис русского языка в образцах и задачах (1904);
- Практическая этимология русского языка в образцах и задачах (1907);
- Орфографический словарик (1906);
- Новые правила правописания (1907)[1].

## Інше
Похований в Києві на Лук'янівському цвинтарі (ділянка №31, ряд 3, місце 41). На могилі мозаїчний пам'ятник з вазою.